# Mitsuki (Naruto)
Mitsuki (ミツキ) é um personagem fictício criado pelo mangaká Masashi Kishimoto. Ele foi apresentado pela primeira vez no mangá derivado de Naruto, Naruto: O Sétimo Hokage e a Primavera Escarlate (2015), sendo retratado como um estudante transferido frequentando aulas em Konohagakure para se tornar um ninja. Pelos eventos do filme Boruto: Naruto the Movie (2015), Mitsuki se tornou um ninja em uma equipe com o protagonista Boruto Uzumaki e Sarada Uchiha, assumindo um papel principal na sequência do mangá de Ukyo Kodachi e Mikio Ikemoto para Boruto: Naruto Next Generations (2016), que mostra como ele se tornou amigo de Boruto enquanto enfrentava diversos inimigos. Um tiro único de Kishimoto revela que Mitsuki é um experimento criado pelo Lendário Sannin e ex-inimigo de Naruto, Orochimaru, que permitiu que ele seguisse seu próprio caminho na vida. Mitsuki é calmo, sereno e observador. Ele é leal a Boruto Uzumaki e sua personalidade é envolta em mistério devido à sua criação artificial. Ele é flexível e adaptável, com uma compreensão moral que pode ser flexível em busca de objetivos maiores. Ele valoriza a aprendizagem constante e busca compreender melhor o mundo ao seu redor.
Na produção do filme Boruto e da série de anime, Hiroyuki Yamashita foi o encarregado de desenvolver o personagem, apesar de seu pequeno papel no filme. A recepção crítica a Mitsuki foi mista. Embora seu papel no filme de Boruto tenha sido criticado por sua falta de desenvolvimento, tanto sua história de fundo retratada no one-shot quanto seu papel em Boruto: Naruto Next Generations foram elogiados por adicionar profundidade ao seu personagem, embora ele continuasse sendo uma criança misteriosa.

## Criação e concepção
Masashi Kishimoto projetou Mitsuki para fornecer dicas para sua linhagem através de suas características com tema de cobra, como seus olhos. Ele originalmente tinha um bob na altura dos ombros, mas o autor decidiu mudar seu cabelo para torná-lo mais atraente, dando-lhe um corte de cabelo curto e branco. Mitsuki ganhou um quimono de mangas compridas. Em vez de deixar o traje casual, Kishimoto o tornou adequado para a guerra, escondendo as mãos de Mitsuki no design, tornando difícil para as pessoas saberem suas intenções. Ele também foi equipado com uma bolsa de ferramentas ninja, que é mais longa do que as bolsas normais, no fecho de sua faixa.
O diretor do anime Boruto, Hiroyuki Yamashita, comentou sobre a parte de Mitsuki no filme, dizendo que ele era um personagem muito mais gentil. Depois de ler a própria história do personagem, Yamashita sentiu que a imagem de Mitsuki se solidificou. Após a primeira exibição, houve uma cena que mostrou a verdadeira forma de Mitsuki, e o diretor lembrou que todos ficaram emocionados com ela. Essa foi a primeira vez que ele pensou, "parece que (Mitsuki) pode ser intrigante". Depois, ele se lembrou de ter sido elogiado por Kishimoto, mas Yamashita apontou que ele não sentiu nenhuma satisfação. Na produção do filme de Boruto, o guia do personagem descreveu Mitsuki como "Um enigma envolto em muitos mistérios. Um menino com uma expressão composta ... Seu cabelo branco ligeiramente longo é ondulado". Uma vez que o anime Boruto: Naruto Next Generations começou, o diretor disse que, enquanto no início Mitsuki e Sarada Uchiha eram apenas colegas de classe, os dois teriam "um relacionamento mais desenvolvido a partir de agora".
O dublador japonês de Mitsuki, Ryuichi Kijima, afirmou que foi convidado pela equipe para que a sua voz soe sem emoção. No entanto, Kijima deu-lhe uma caracterização mais notável, citando sua dinâmica com Boruto já que Mitsuki tende a ajudá-lo. Na dublagem em português, Mitsuki é dublado por Enrico Espada, no jogo Naruto Shippuden: Ultimate Ninja Storm 4 (2016).

## Aparições

### emNaruto
Mitsuki faz sua primeira aparição no mangá derivado, Naruto: O Sétimo Hokage e a Primavera Escarlate (2015) como uma criança treinando para se tornar um ninja. Pelos eventos do filme Boruto: Naruto the Movie (2015), Mitsuki se tornou um ninja de baixo escalão, Genin, aliado a Boruto Uzumaki e Sarada Uchiha, e liderado por Konohamaru Sarutobi. No filme, a equipe participa de uma prova de exame, os Exames Chunin, para melhorar sua classificação. Após a cena pós-créditos, Mitsuki confessa para Boruto e Sarada que é filho do criminoso Orochimaru, chocando Sarada.
A história de Mitsuki é explorada em Naruto Gaiden: O Caminho Iluminado pela Lua Cheia (2016), onde é revelado que Mitsuki é um humano artificial criado por Orochimaru para seu uso. Apesar disso, Mitsuki decide abandonar seu mestre e parte em direção a Vila da Folha para encontrar Boruto, a quem ele considera seu "sol". Mitsuki pode estender seus membros usando chakra para deslocar suas articulações. A série de mangá Boruto: Naruto Next Generations (2016) de Ukyo Kodachi e Mikio Ikemoto começa recontando os eventos do filme, mas depois tanto Mitsuki e Sarada rejeitam uma missão ninja para salvar Boruto de um assassino. Seu capitão de equipe desaparece durante uma missão secreta, e Boruto, Sarada e Mitsuki são enviados para encontrá-lo por seus superiores.

### emBoruto
A série de anime Boruto: Naruto Next Generations (2017) mostra como Mitsuki entra na academia ninja e torna-se amigo de Boruto, bem como outras crianças treinando para se tornarem ninjas. Durante a série, Mitsuki ajuda Boruto a encontrar o criminoso por trás dos ataques destinados a contaminar os chakras das pessoas. Em um arco seguinte, Mitsuki parte em uma viagem para Vila da Névoa, onde se junta aos ninjas da aldeia e seus aliados na tentativa de parar uma rebelião liderada por sete espadachins. Seguindo este arco, Mitsuki declara que se tornará um ninja para acompanhar Boruto, sentindo que seu encontro com ele mudou sua maneira de ver a vida. Após este arco, Mitsuki e seus amigos se tornam ninjas após passar em um teste, e ele, Boruto e Sarada formam o novo "Time 7" sob a liderança de Konohamaru. No anime, Mitsuki desaparece da Vila da Folha e seus amigos partem em uma missão para provar sua inocência sobre seus superiores. Eles descobrem que Mitsuki está alcançando ninjas da Vila de Pedra que confrontam os membros da equipe de Mitsuki. Mitsuki interrompe a batalha e derrota Boruto. Mitsuki alia-se a um grupo de humanos artificiais conhecidos como Fabrications para realizar um golpe na Pedra, embora Mitsuki seja posteriormente revelado como um agente. Ele mais uma vez se junta à sua equipe ao derrotar seu líder, Ku.

### em outras mídias
Além do mangá e anime, Mitsuki aparece nos light novels de Boruto. Ele também é um personagem jogável no jogo de luta Naruto Shippuden: Ultimate Ninja Storm 4 (2016). Ele também aparece em uma animação de vídeo original, onde a equipe Konohamaru é enviada para parar um aparente ladrão. Ele também pode ser jogado no videogame Naruto to Boruto: Shinobi Striker (2018).

## Recepção
A recepção crítica ao personagem de Mitsuki foi misturada com base em suas aparições limitadas na história do filme, bem como seu papel na série impressa e animada. Thais Valdivia de Hobby Consolas afirmou que enquanto a caracterização de Mitsuki não foi executada adequadamente no filme devido às suas aparições limitadas, suas cenas pós-crédito surpreenderiam o público por causa da revelação por trás de sua herança. O escritor do Fandom Post, Chris Homer, expressou uma crença semelhante em relação à exploração limitada do personagem de Mitsuki até o final do filme. Toon Zone sentiu que Mitsuki e Sarada forneceram bons contrastes para Boruto no filme. Sarah Nelkin do Anime Now sentiu que Mitsuki não teve nenhum desenvolvimento no filme, apesar de ser um lutador recorrente apoiando o personagem principal.
Uma vez que o passado de Mitsuki foi explorado no mangá one-shot de Masashi Kishimoto, McNulty sentiu que suas origens eram envolventes, mas ao mesmo tempo não completamente explicadas, e acreditava que isso era devido à natureza ambígua do one-shot. Da mesma forma, Melina Dargis, outra escritora do The Fandom Post, considerou o capítulo de Mitsuki o melhor no primeiro volume do mangá Boruto devido a suas conexões com Orochimaru, e ela sentiu que poderia ter sido usado no filme. Nik Freeman, da Anime News Network, considerou a história de fundo de Mitsuki uma das melhores da história da franquia, porque não era uma repetição de arcos de história anteriores. Rebecca Silverman do mesmo site questionou como as origens de Mitsuki podem colidir com Boruto como o tema principal da série devido aos problemas que ambos enfrentam: o relacionamento entre filhos e seus pais.
Depois que Mitsuki estreou na série de anime Boruto, McNulty escreveu que enquanto sua introdução foi ofuscada pelo foco do episódio em seu professor da academia ninja Shino Aburame, seu papel se encaixou na história e ela ainda o achou misterioso. Ela também elogiou suas ações no episódio, bem como suas interações com Boruto. Sam Stewart do IGN tinha pensamentos semelhantes, dizendo que, como Sarada, Mitsuki não foi devidamente apresentado em sua estréia porque a trama se concentrava em Shino. Em uma revisão posterior, McNulty considerou a luta de Mitsuki e Boruto contra a culpada do fantasma, Sumire Kakei, uma das melhores no anime Boruto. Stewart concordou, dizendo que a luta foi bem animada apesar de haver pequenos problemas com a animação em outras partes da sequência. Nelkin sentiu que a série teve sucesso em explorar mais Mitsuki, o que era necessário considerando seu papel secundário no filme. O escritor também o comparou com o personagem de Naruto, Sai, já que ambos raramente expressam suas emoções durante suas apresentações na série. Nelkin também descreveu Mitsuki como um "personagem que está crescendo como pessoa à medida que passa o tempo com seus camaradas", os adolescentes que frequentam a academia ninja.